# Isabel Aunión Morro
Isabel Aunión Morro (Badajoz, 10 de setembre de 1952 - Cornellà de Llobregat, 31 de juliol de 2004) fou una sindicalista del Baix Llobregat.

## Biografia
Isabel Aunión nasqué a Badajoz el 10 de setembre de 1952 en una família de tradició republicana i roja. Als deu anys va emigrar amb la seva família a Catalunya.
L'escola de Cornellà era en un pis petit, atapeït de nens, molt diferent de la seva primera escola en una casa gran i assolellada a Extremadura, però Isabel gaudia estudiant, i ho va saber combinar amb la feina des que va començar a treballar als 12 anys a l'empresa tèxtil "Juanico Hermanos" d'Esplugues de Llobregat. Es llevava a les 5 del matí, es prenia la feina com un joc i a la tarda anava a escola. Als 18 anys passà a l'empresa d'aspiradores "Nilfis", també a Esplugues, i allà va contactar amb un grup de joves amb els que feia excursions i s'introduïa a l'oposició al franquisme. Poc temps després, Isabel Aunión s'incorporà a la "Siemens" i entrà de ple en el moviment obrer. Va haver de silenciar que estava casada per poder tenir la feina. A la "Siemens", Aunión es va fer obrera especialista a la secció de motors, i després a la de diferencials.

## Acció sindical
Coneguda per "La Negra", perquè solia anar d'aquest color, Aunión es va submergir de ple en el moviment clandestí i, alhora, en la lluita sindical per la millora de les condicions laborals. El 1975 es presentà a les eleccions sindicals dins de les candidatures unitàries i democràtiques que s'enfrontaven al Sindicat Vertical franquista. Tot i que la proporció d'homes i dones a la "Siemens" era de 4 a 1, i que el moviment sindical era dominat per homes no gaire sensibilitzats per la igualtat, ella fou escollida amb un gran nombre de vots, i no deixà de ser representant sindical fins que el 1984, amb 32 anys, acceptà l'acomiadament pactat amb l'empresa.
Dona d'empenta i caràcter fort, Aunión va encarar amb decisió la reivindicació d'un salari igual per a dones i homes. Fou una llarga lluita amb tres fronts: contra el règim que no reconeixia la igualtat de gènere, contra la patronal que no volia renunciar als beneficis de pagar uns jornals menors a les dones, i contra els seus propis companys de tradició masclista. Però finalment ella i altres companyes aconseguiren l'abolició de la categoria específica per a dones que emmascarava la discriminació salarial.

## Activitat política
De ben jove, Isabel Aunión va ser militant de Bandera Roja, una organització on es va formar políticament amb els clàssics del socialisme. El 1974 s'incorporà al Partit Socialista Unificat de Catalunya (PSUC), on va arribar fins al Comitè Central.
Com a sindicalista, milità a les Comissions Obreres de barris i fàbrica, i participà activament en nombroses lluites polítiques i sindicals a la comarca del Baix Llobregat, en especial a les vagues generals de 1974 i 1976.
El 1976 participà també al Congrés de Cultura Catalana, la primera gran moguda esdevinguda després de la dictadura, que aplegà persones i organitzacions representatives de tot el país.
La maduresa política que li van donar les seves militàncies sindical i política li va permetre superar la visceralitat que la dominava inicialment i possibilità que elaborés una ideologia feminista que vessava a tots els àmbits on es movia, tant al partit i el sindicat, com a l'empresa i a les organitzacions de dones de la comarca.

## Mort i record
Isabel Aunión morí el 31 de juliol de 2004 com a conseqüència d'una llarga malaltia. La seva memòria ha estat preservada i divulgada pel Memorial Democràtic de la Fundació Utopia de Cornellà. El 2009 l'Ajuntament de Cornellà de Llobregat dedicà a Isabel Aunión un carrer a la zona on s'havia situat la seva "Siemens".